# Roosdaal
Roosdaal (fr. Roosdael) – miejscowość i gmina (gemeente) w Belgii, w Regionie Flamandzkim, w prowincji Brabancja Flamandzka, w okręgu Halle-Vilvoorde. 1 stycznia 2024 roku liczyła 11 958 mieszkańców.

## Demografia
- Źródła: NIS, od 1806 do 1981= według spisu; od 1990 liczba ludności w dniu 1 stycznia

1 stycznia 2024 całkowita populacja Roosdaal liczyła 11 958 osób. Łączna powierzchnia gminy wynosi 21,92 km², co daje gęstość zaludnienia 546 mieszkańców na km².

## Podział administracyjny
W skład gminy wchodzą cztery dzielnice (deelgemeente):
- Borchtlombeek
- Onze-Lieve-Vrouw-Lombeek (Lombeek-Notre-Dame)
- Pamel
- Strijtem